# Десант

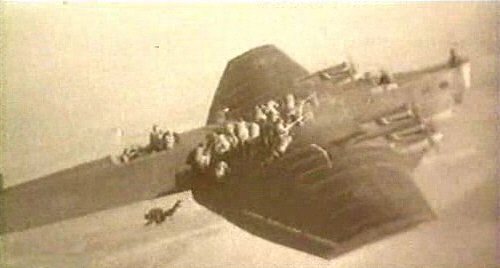
Учения по высадке парашютного десанта с бомбардировщика ТБ-3, РККА, 1930 год

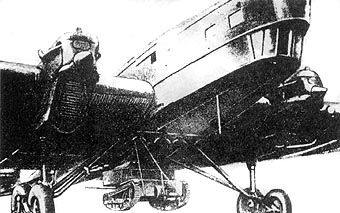
Бомбардировщик ТБ-3 с танкеткой Т-27, 1935 год

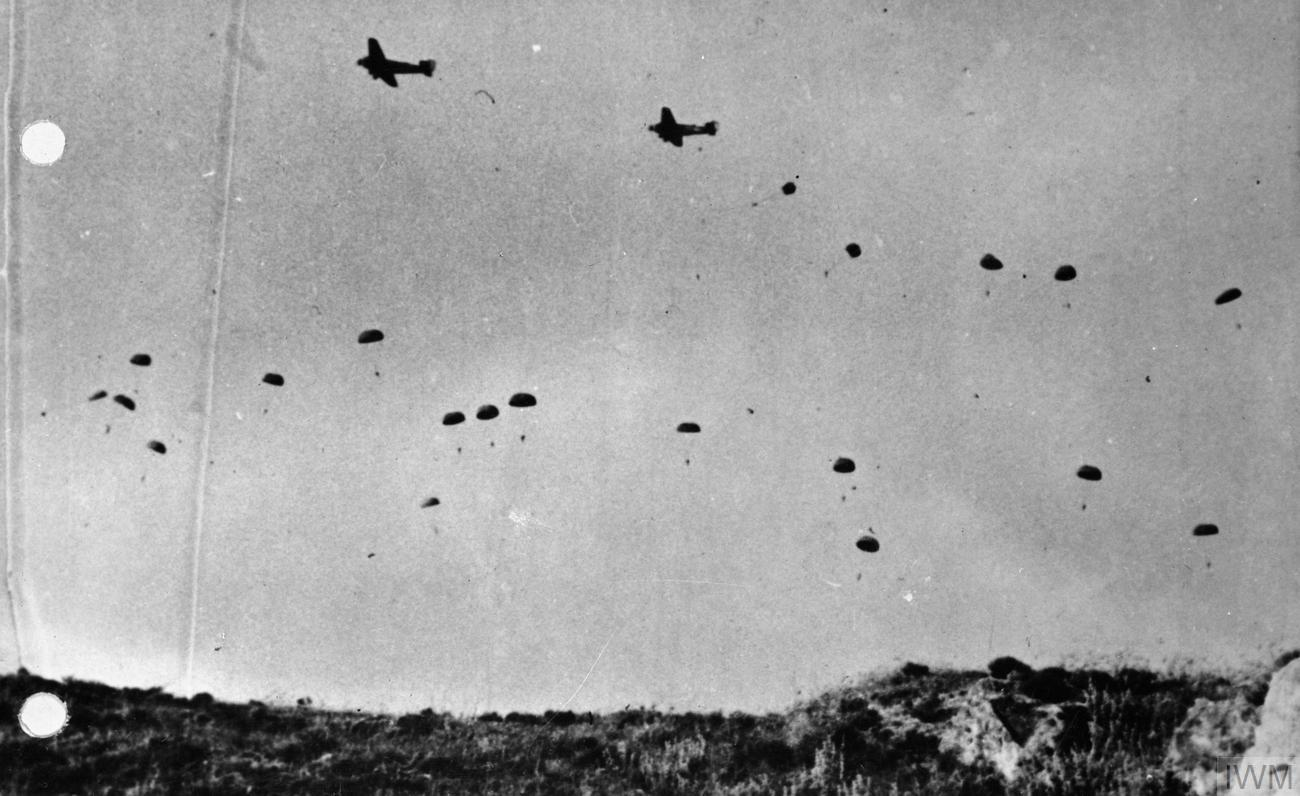
Десантирование немецких парашютистов на Крите, май, 1941 год

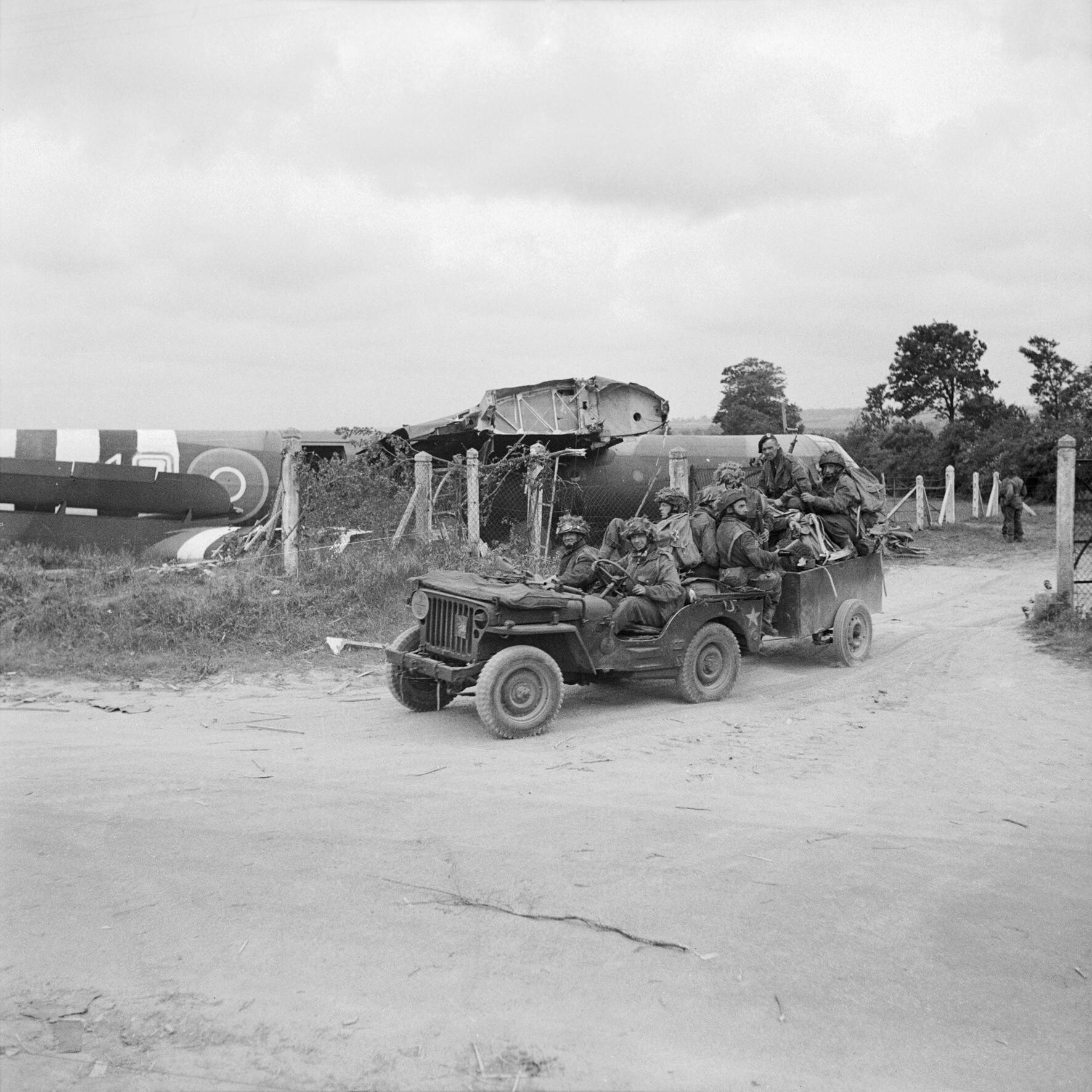
Английский планерный десант, 6 июня 1944 года, на заднем плане виден планер

Деса́нт (фр. descente — «спуск») — термин в военном деле России, который может означать:
1. Войска (силы), предназначенные для высадки (выброски) с носителей для выполнения определённых задач.
2. Высадка (выброска) боевой группы из транспортного средства на занятую противником территорию для нанесения «кинжального» удара с целью обхода фортификационных сооружений.
3. Название операции, заключающейся в высадке (выброске) войск (сил).
4. Просторечное название ВДВ ВС России.

## История
Доставка и высадка войск с кораблей (судов), то есть морской и речной десант, к месту ведения военных (боевых) действий была известна многие тысячи лет назад.
А первый воздушный десант провела РККА во время действий Завоевание Средней Азии, в годы борьбы с басмачеством, которые прошли под руководством командующего Среднеазиатским военным округом Дыбенко П. Е., когда самолёты доставляли стрелков (пехоту) в район боевых действий и высаживали её после посадки на грунт, так называемое «посадочное десантирование».
Стратегические и тактические приёмы, как воздушный десант и танковый десант, применяются со времён Второй мировой войны. В послевоенный период началось развитие авиадесантируемой бронетехники.
Самым массовым десантом (воздушно-десантной операцией) в Вооружённых Силах СССР, в период после Великой Отечественной войны, следует считать 5-ю Панджшерскую операцию в мае-июне 1982 года, в ходе которой впервые была осуществлена массовая высадка десанта в Афганистане: только в течение первых трёх дней, посадочным способом с вертолётов было десантировано свыше 4000 человек. Всего же в этой операции принимало участие около 12 000 военнослужащих различных родов войск. Операция проходила одновременно на все 120 км в глубину ущелья. В результате большая часть ущелья Панджшер была взята под контроль.
В современной тактической доктрине США под десантом зачастую понимается так называемая доктрина «воздушной мобильности», когда войска передвигаются на вертолётах (а не по дорогам, где противник может организовать засаду).

## Виды
По звеньям управления:
- стратегический;
- оперативный;
- тактический.

По задачам:
- разведывательный;
- диверсионный;
- разведывательно-диверсионный;
- сковывающий;
- отвлекающий.

По средам проведения:
- сухопутный десант;
  - танковый десант — ведение совместных боевых действий танковыми и стрелковыми подразделениями, когда танки несут на броне пехоту; показало удачное совмещение мощного бронированного удара с поддержкой приданной пехоты РККА. Танковые десанты применялись при взятии населённых пунктов, штурме укреплённых районов и ведение наступательных боёв и операций.

- воздушный десант;

По средствам высадки;
- - Парашютный десант — высадка десанта из авиационной техники (вертолётов, самолётов) с использованием приземления на парашютах;
  - Посадочный аэромобильный десант — высадка из приземлившейся авиационной техники (вертолётов, самолётов, планеров);
  - Парашютно-посадочный (комбинированный) десант — смешанный способ посадки, когда одна часть десанта выбрасывается на парашютах, а другая его часть высаживается посадочным способом;
  - Беспарашютный десант[3] — высадка десанта из вертолётов, находящихся в бреющем полёте, по специальному десантному канату или по веревкам, с помощью спусковых устройств.

По типам доставки авиационной техникой;
- - самолётный десант — доставка десанта на самолётах;
  - вертолётный десант — доставка десанта на вертолётах;
  - планерный десант — доставка десанта на планерах;

- морской десант[2];
- комбинированный десант — смешанный десант, который одновременно доставляется по двум или трём средам его проведения: воздушный, морской и сухопутный десанты.

## Морской десант

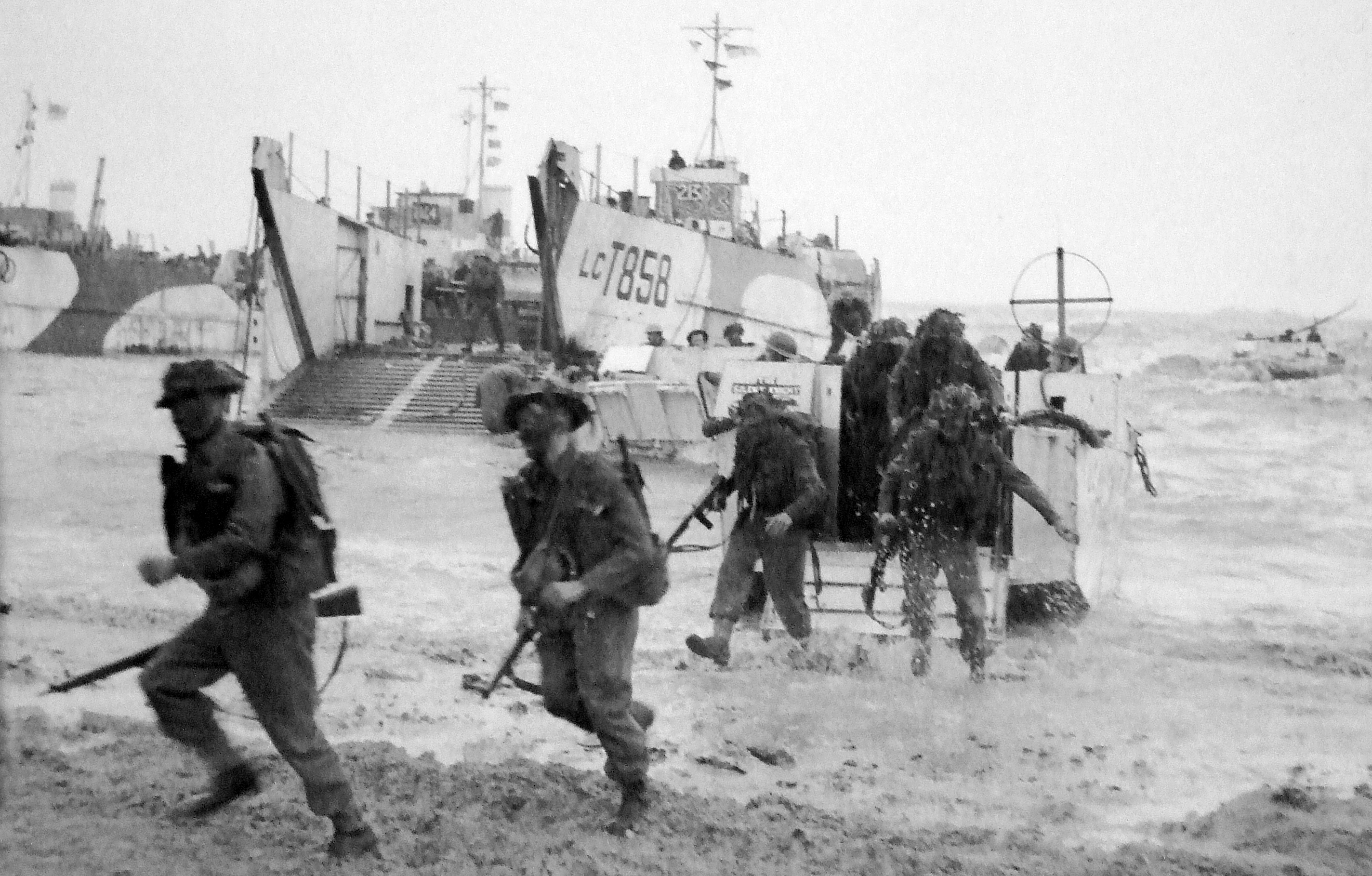
Высадка морского десанта, 6 июня 1944 года.

Морской десант может состоять как из состава морской пехоты, так и мотострелковых, танковых и артиллерийских соединений, высаживаемых с морского транспорта.
По масштабу выполняемых задач морской десант бывает стратегического, оперативного, тактического и специального назначения
В качестве средств доставки морского десанта могут быть как десантные корабли, так и гражданские суда, используемые в военных целях (в основном — суда типа Ро-ро). В качестве средств десантирования могут использоваться шлюпки, десантные плашкоуты, суда на воздушной подушке, плавающие танки, БТР, БМП, БМД.
Морская пехота (МП) — род войск, предназначенный для участия в морских десантных операциях и использования в качестве ударных отрядов в других видах боевых действий.

Думается, что десант на Малую землю и бои на ней могут служить образцом военного искусства. Мы тщательно подбирали людей, специально готовили их. На Тонком мысу в Геленджике тренировали штурмовые группы, учили их прыгать в воду с пулемётами, взбираться по скалам, бросать гранаты из неудобных положений. Бойцы освоили все виды трофейного оружия, научились метать ножи и бить прикладами, перевязывать раны и останавливать кровь. Запоминали условные сигналы, наловчились с завязанными глазами заряжать диски автоматов, по звуку выстрелов определять, откуда ведётся огонь. Без этой выучки дерзкий десант и особенно самая первая ночная схватка были немыслимы — всё предстояло делать в темноте, на ощупь. — Л. И. Брежнев, Малая земля

### Известные операции
- Монгольские вторжения в Японию (1274 и 1281)
- Непобедимая армада (1588)
- Петергофский десант (1941)
- Григорьевский десант (1941)
- Евпаторийский десант (1942)
- Мароккано-алжирская операция (1942)
- Сицилийская операция (1943)
- Высадка в Италии (1943)
- Высадка в Нормандии (1944)

## Воздушный десант

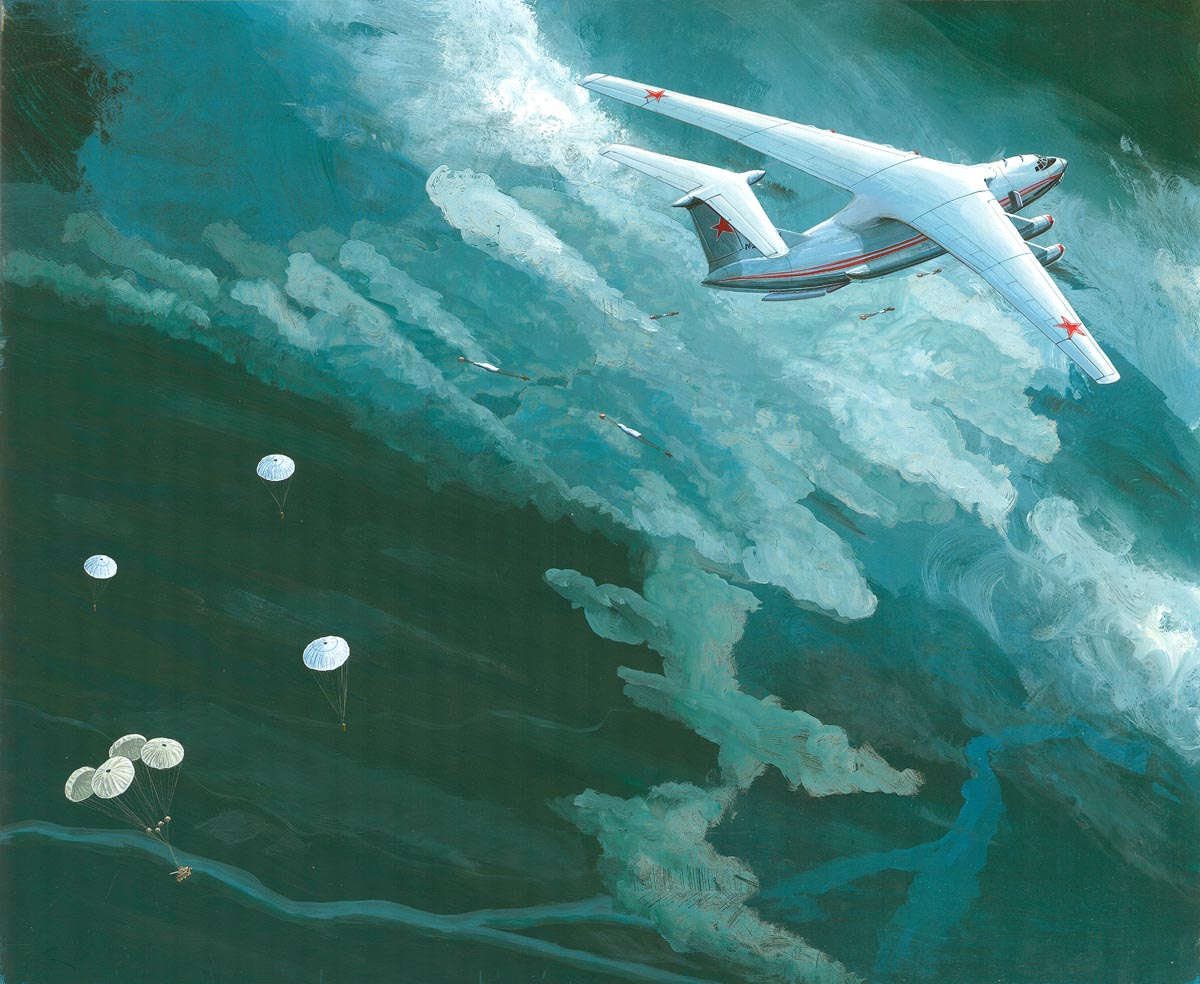
Советский воздушный десант в представлении американского художника

Воздушно-десантные войска (ВДВ) — высокомобильный род войск, предназначенный для охвата противника по воздуху и ведения боевых и диверсионных действий в его тылу.
- Военный планёр (применялся в годы Второй Мировой)
- Десантно-штурмовой вертолёт
- при воздушном десанте применяются БМД (Боевая машина десанта или Боевая машина десантируемая) — боевые гусеничные плавающие машины, авиадесантируемая парашютным, парашютно-реактивным или посадочным способом.

### Известные операции
- Десант на форт Эбен-Эмаэль (1940)
- Критская операция (1941)
- Операция «Маркет Гарден» (1944)
- Вяземская воздушно-десантная операция (1942)
- Десант на Харбин (1945)

## В произведениях культуры
- х/ф Десант (2000, Казахстан)
- х/ф 9 рота (2005, Россия)

## В компьютерных играх
- Medal of Honor: Airborne полностью посвящена воздушным десантникам США в период Второй Мировой Войны.
- Call of duty: первые миссии просвещены американскому десантнику времён Второй Мировой Войны

## Галерея

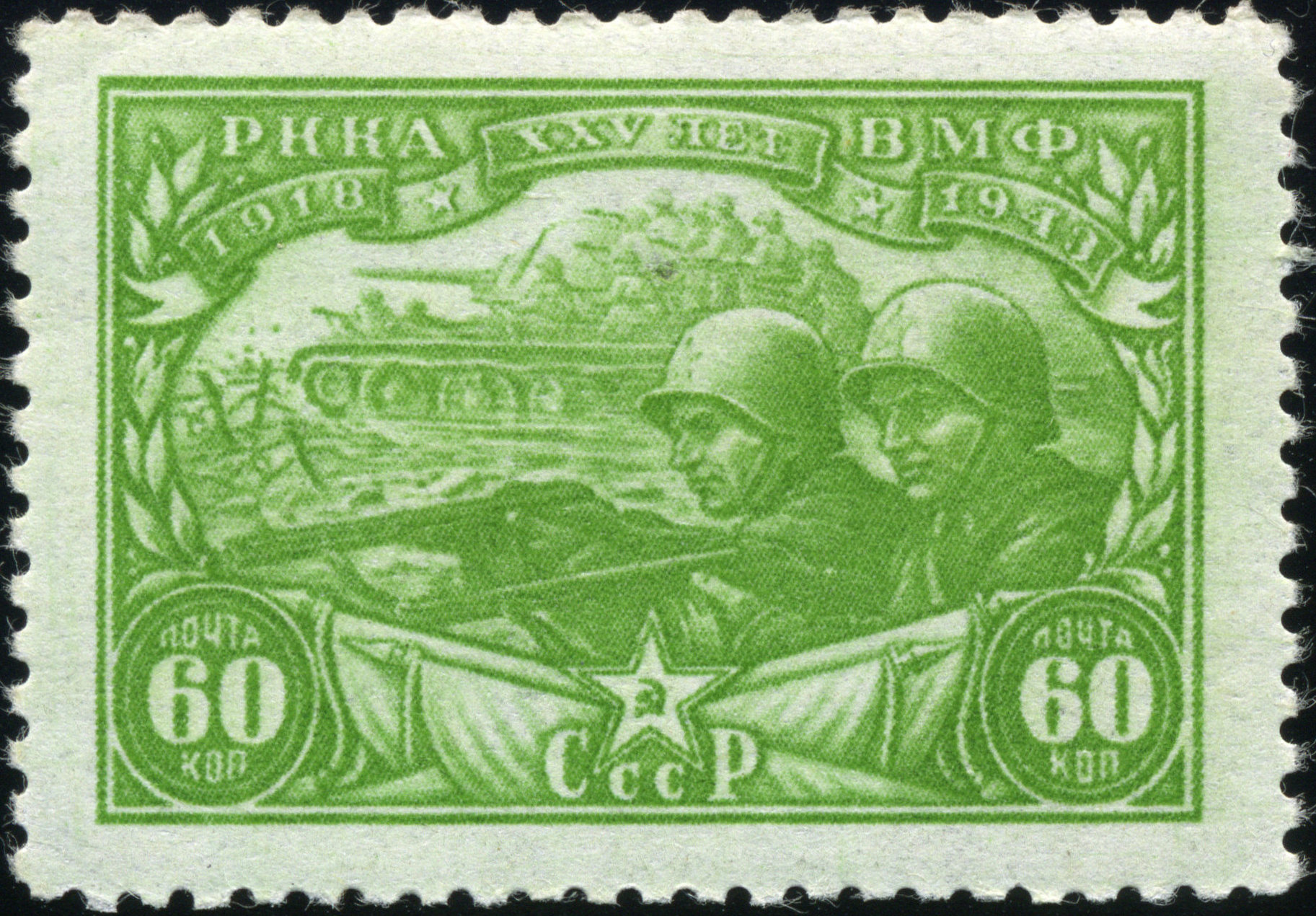
Танковый десант на марке СССР, 1943 г..
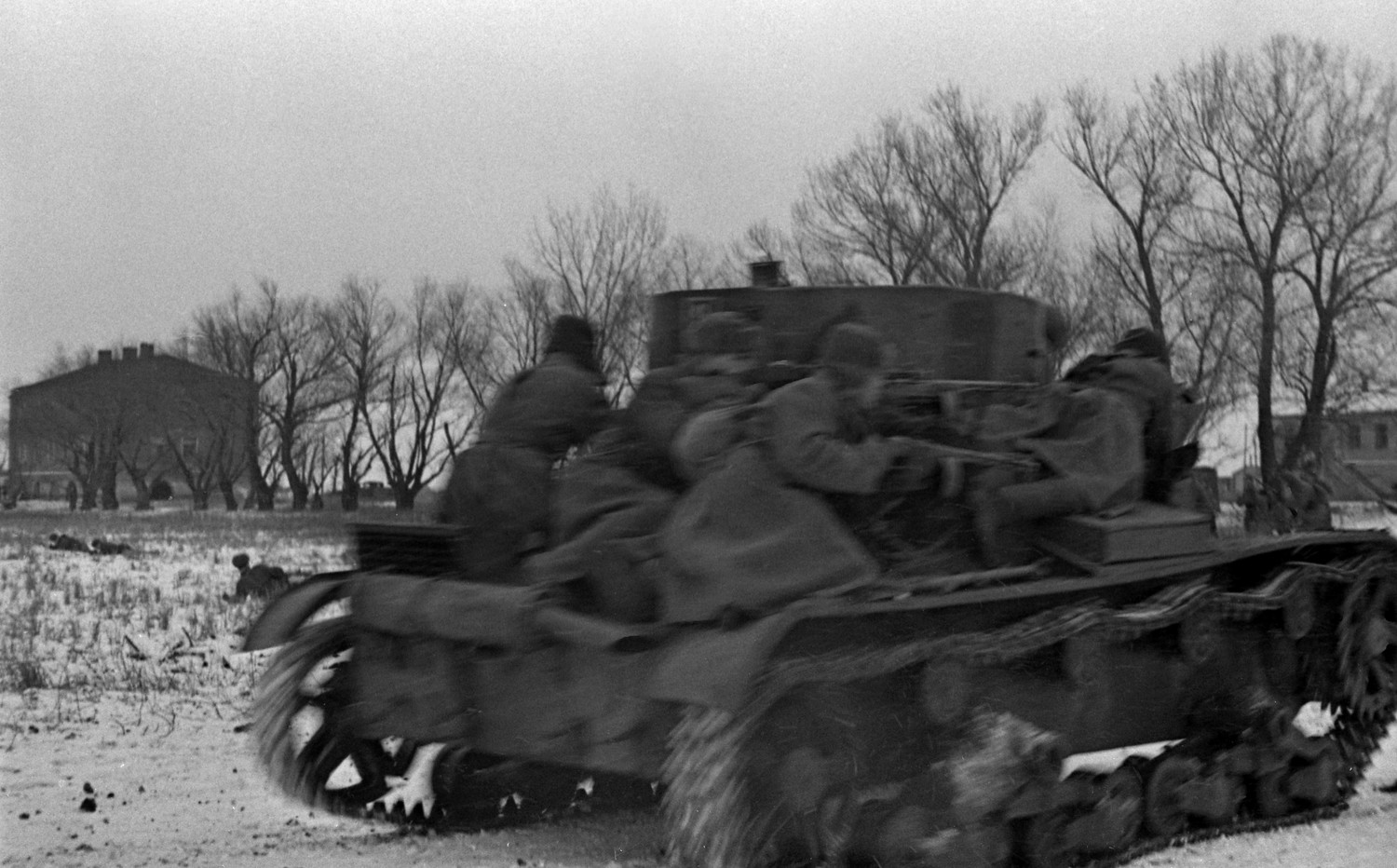
Т-26 с десантом под Ростовом первой военной зимой, фото И. А. Озерского
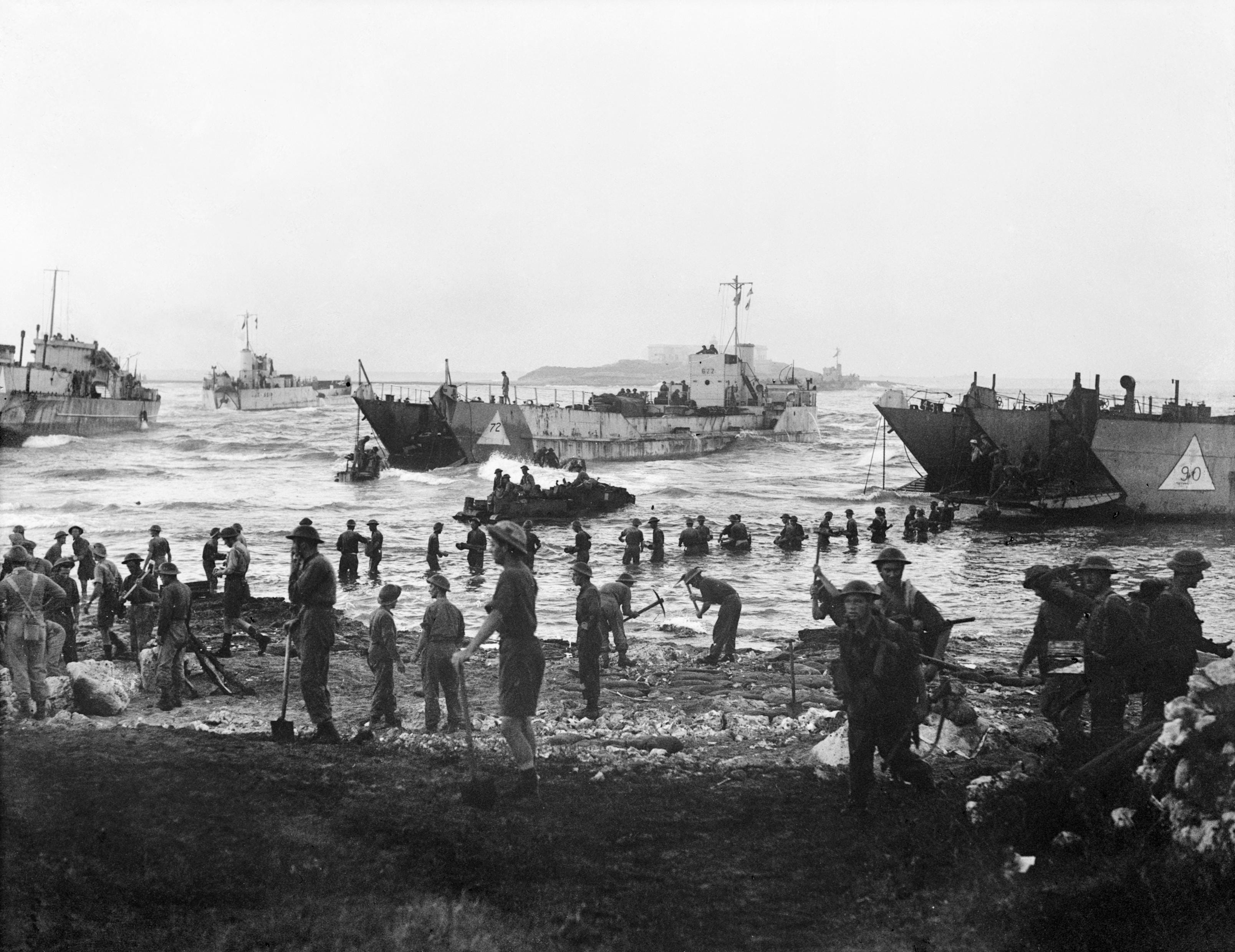
Десант (Операция "Хаски") на Сицилии, 1943 г.
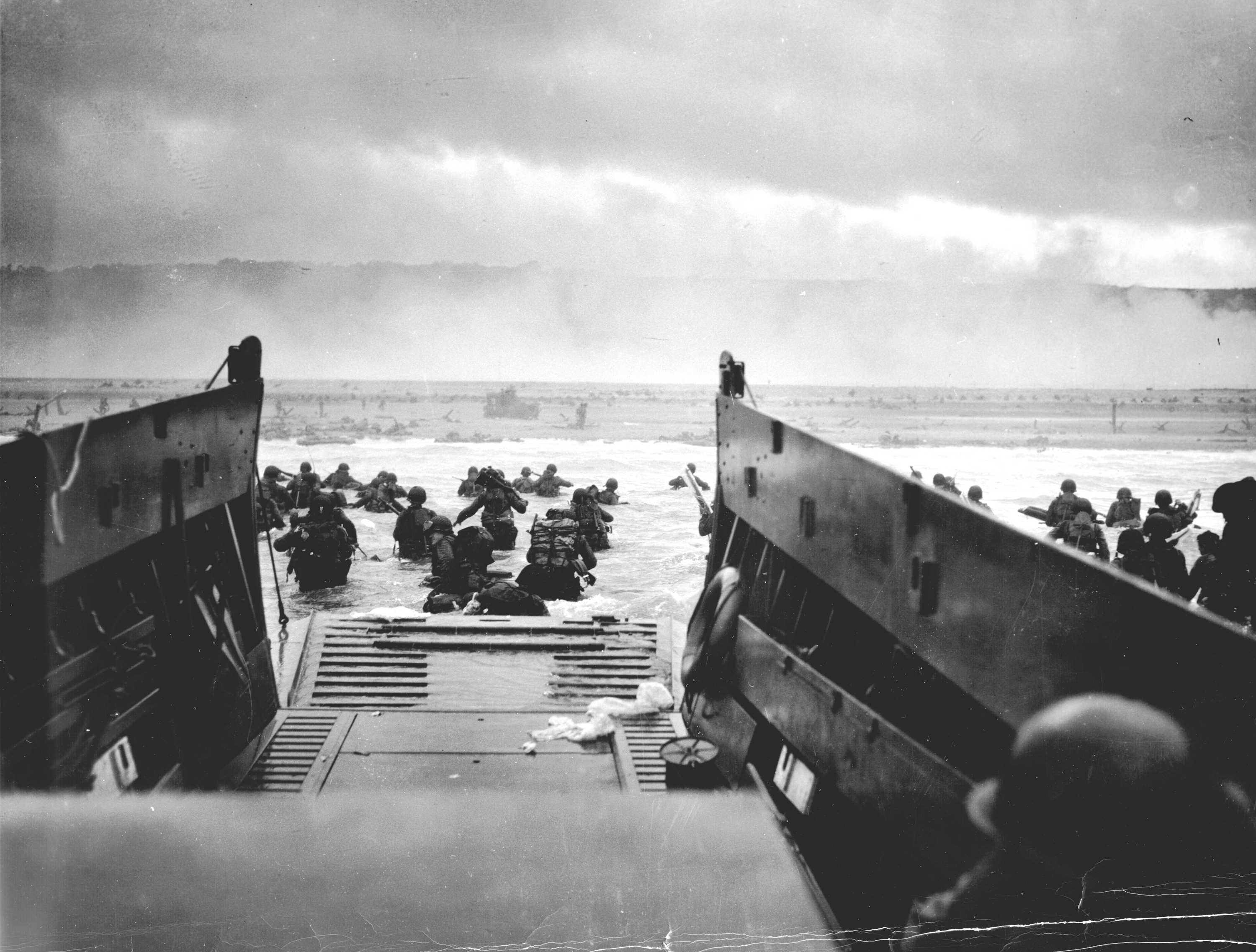
Высадка морского десанта в Нормандии, 1944 г..
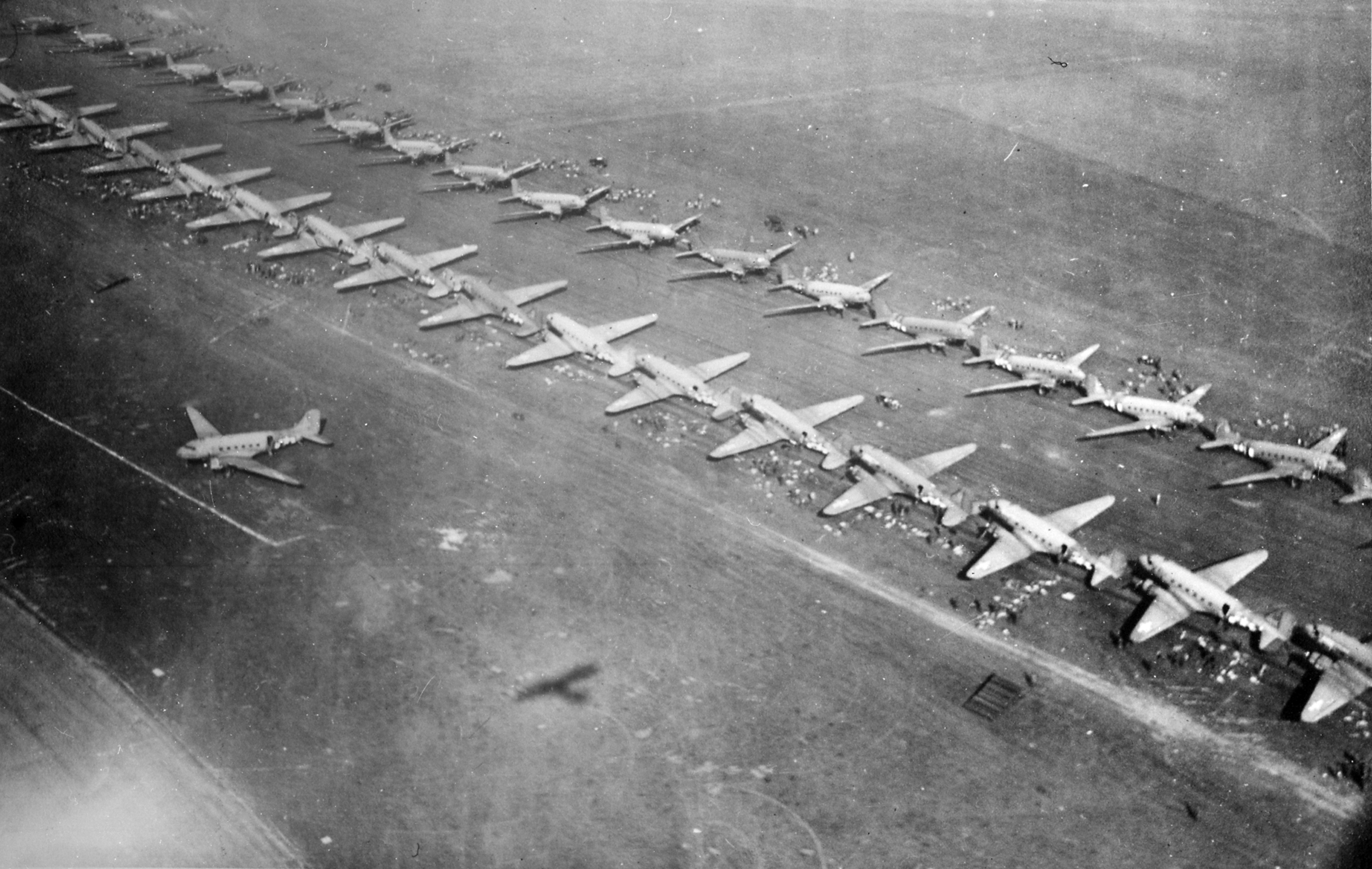
Операция Маркет гарден, 1944 г.
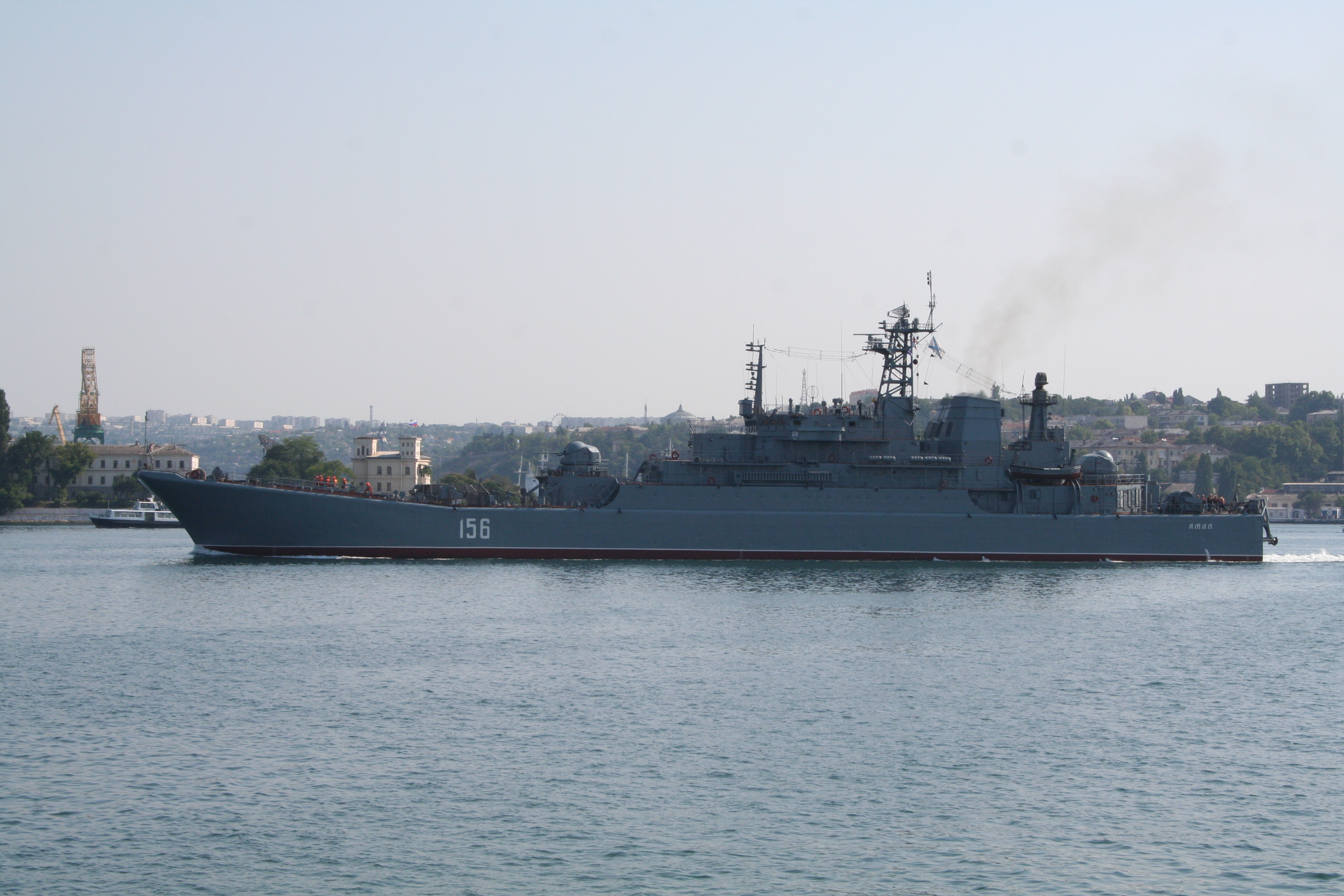
Большой десантный корабль (БДК) Ямал ВМФ СССР.
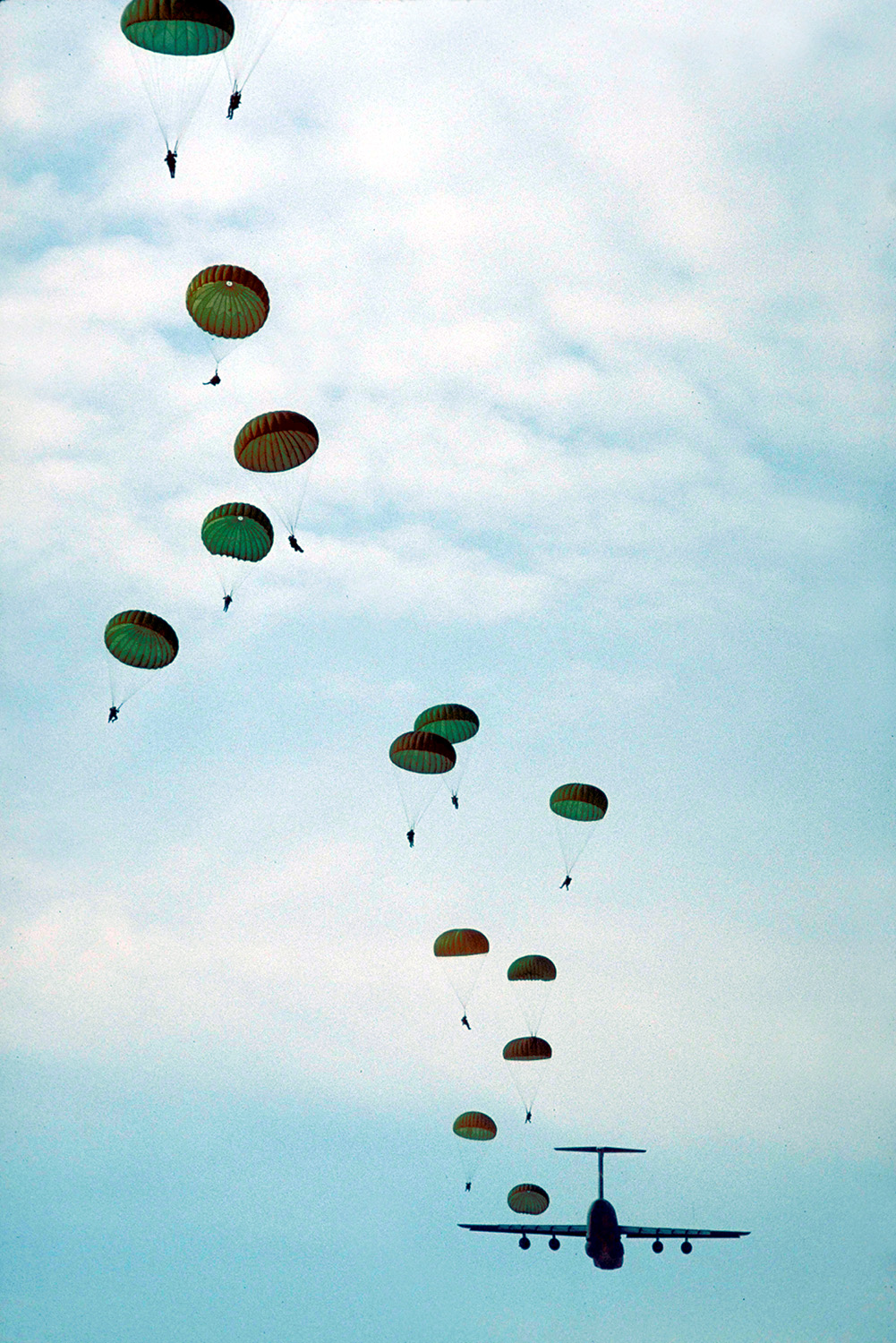
Учения парашютистов сухопутных войск США, Северная Каролина.